# Ardara
Ardara (sardinsky: Àldara) je italská obec (comune) v provincii Sassari v regionu Sardinie. Leží ve výšce 296 metrů nad mořem a má 729 obyvatel. Rozloha obce je 38,19 km².